# Це ми не проходили
«Це ми не проходили» (рос. «Это мы не проходили») — радянський художній фільм 1975 року, знятий на Кіностудії ім. М. Горького.

## Сюжет
Герої фільму — студенти педагогічного вишу, ті, які через рік-два будуть нести знання школярам, «сіяти розумне, добре, вічне». А поки — студентська практика. Правда, практика не зовсім звичайна, бо студенти які вперше їдуть далеко від стін рідного вишу, вперше зустрінуться на уроці зі школярами не в присутності своїх педагогів, тих, з ким життя зіштовхує їх щодня в інституті, а з тими, хто вже не перший рік працює в школі.

## У ролях
- Наталія Ричагова — Олена Федорівна Якушева, вчителька-практикантка з біології
- Борис Токарєв — Юрій Олександрович Рябінін, вчитель-практикант з фізики
- Тетяна Канаєва — школярка Міла Ходзицька
- Андрій Ростоцький — Мітя Красиков, друг Міли
- Тетяна Пельтцер — Надія Олександрівна, керівник практики, доцент педінституту
- Роман Ткачук — Олександр Павлович, батько Міті
- Наталія Защипіна — Ніна, мати Міті
- Євген Весник — Іван Андрійович, головний архітектор
- Люсьєна Овчинникова — Поліна Сергіївна, мати Міли
- Юрій Катін-Ярцев — батько Міли
- Людмила Лісова — Віка Сергеєва
- Микола Горлов — алкоголік
- Валентина Ананьїна — вчителька англійської мови
- Віра Васильєва — Наталія Іванівна, вчителька фізики
- Карп Мукасян — Гурген, кардіохірург
- Євген Гуров — лікар
- Віктор Зозулін — офіцер флоту
- Надія Самсонова — Вероніка Олександрівна, учитель літератури
- Віра Петрова — Віра Василівна, вчитель історії
- Ніна Зоткіна — Валя Кулешова, практикантка
- Ірина Калиновська — Ірина Никифорівна, вчителька-практикантка з англійської
- Антоніна Максимова — Галина Петрівна, завуч школи
- Раїса Рязанова — буфетниця
- Віра Орлова — завуч ПТУ
- Володимир Зельдін — капітан I рангу
- Тетяна Ведєнєєва — акторка в іноземному фільмі
- Манефа Соболевська — вчитель географії
- Владислав Баландін — чоловік вчительки
- Зінаїда Сорочинська — лікар
- Ігор Косухін — відвідувач кафе
- Герман Полосков — офіцер флоту
- Валерій Афанасьєв — офіцер флоту
- Ніна Бродська — закадровий вокал (пісні «Студентська» і «Якщо серце черстве»)

## Знімальна група
- Автори сценарію:  Ілля Фрез,  Михайло Львовський
- Режисер:  Ілля Фрез
- Оператор:  Михайло Кириллов
- Художник:  Олександр Діхтяр
- Композитор:  Ян Френкель